# キリスト教保育連盟
キリスト教保育連盟（英語: Japan Christian Federation on Early Childhood Care and Education）は、日本のプロテスタント諸教派に属する保育所、幼稚園、認定こども園、保育者養成機関が加盟している一般社団法人の団体である。

## 概要
乳幼児保育の理論と実践に関する調査研究を行い、保育の質を高めると共に保育関係者の資質向上を図り、乳幼児保育の振興に寄与することを目的としている。
主な活動として、夏期講習会等研修会の開催、およびキリスト教保育に関する
書籍・保育用品等の発行がある。定期刊行物として保育者に向けての冊子『キリスト教保育』と保護者に向けての『ともに育つ』紙を毎月発行している。

## 沿革
- 1906年（明治39年）、宣教師アニー・ライオン・ハウの提唱により日本幼稚園連盟（以下、J.K.U.と略す）が組織される。これは、日本在住の外国人婦人宣教師を主体とした、キリスト教保育所、幼稚園、保育者養成機関の連絡統一機関であった。
- 1915年（大正4年）から、J.K.U.の下部組織として全国各地で部会活動が始まる。その後、各部会での研究集会が重ねられ、日本人主導の全国的なキリスト教幼稚園の連合の設立が求められるようになる。
- 1928年（昭和3年）、全国の部会のうち、関東部会が役員会においてキリスト教幼稚園の連合の設立準備大会を開催することを検討する。当時の関東部会長は岩村清四郎夫人の岩村安子。
- 1929年（昭和4年）7月、J.K.U.の年会と併せて第一回目の設立準備大会が開催され、キリスト教幼稚園教師のための組織として連盟創立準備委員会が結成される。同年9月、連盟創立準備委員会において岩村清四郎の起草による規約が審議され、準備大会へ提出する連盟規約案が決定された。
- 1931年（昭和6年）3月27日、連盟規約案が審議され、名称を「基督教保育聯盟」とし、この組織がキリスト教主義の幼稚園・保育所を全て包括する団体としての性格をもつことと、部会の連合組織であることを明確化する。同年7月に長野県軽井沢で「基督教保育聯盟」創立大会が開催された。[1]初代会長は岩村安子になった。創立当初の加盟部会は、北海道、東北、関東、信濃、東海、北陸、関西、西南である。
- 1941年（昭和16年）『日本基督教幼稚園史』を編纂。
- 1966年（昭和41年）『日本キリスト教保育八十年史』を編纂。
- 1968年（昭和43年）11月1日、「社団法人キリスト教保育連盟」の設立が認可された。
- 1986年（昭和61年）キリスト教保育創始100年を記念して『日本キリスト教保育百年史』を出版した。
- 2013年（平成25年）7月1日、一般社団法人に移行認可され現在に至る。現在、北海道、奥羽、東北、関東、神奈川、東海、信濃、北陸、関西、中国、四国、九州、沖縄の13部会が組織されている。

## 定期刊行物
- 『キリスト教保育』1936年（昭和11年）、『基督教保育』を創刊。1940年（昭和15年）第48号をもって一時廃刊となったが、1950年（昭和25年）に復刊。1969年（昭和44年）『基督教保育』を『キリスト教保育』に改題し現在に至る。形状はA5判の冊子。保育者に向けて、キリスト教保育のカリキュラム、礼拝のお話、論説など日々の保育の参考となる記事を掲載。
- 『ともに育つ』1938年（昭和13年）、キリスト教園の園児の母親に向けた『母之光』を創刊。1944年（昭和19年）7月第75号で廃刊となったが、1950年（昭和25年）に『母之光』を新たに『母の光』として復刊。1994年（平成6年）『母の光』を改題し、母親だけではなく全保護者に向けた『ともに育つ』を刊行。現在に至る。主に保護者に向けて、巻頭よみもの、保健、社会、読み聞かせの童話など子育ての参考となる記事を掲載。形状はA4判の4面紙。